# Епархия Ле-Пюи-ан-Веле

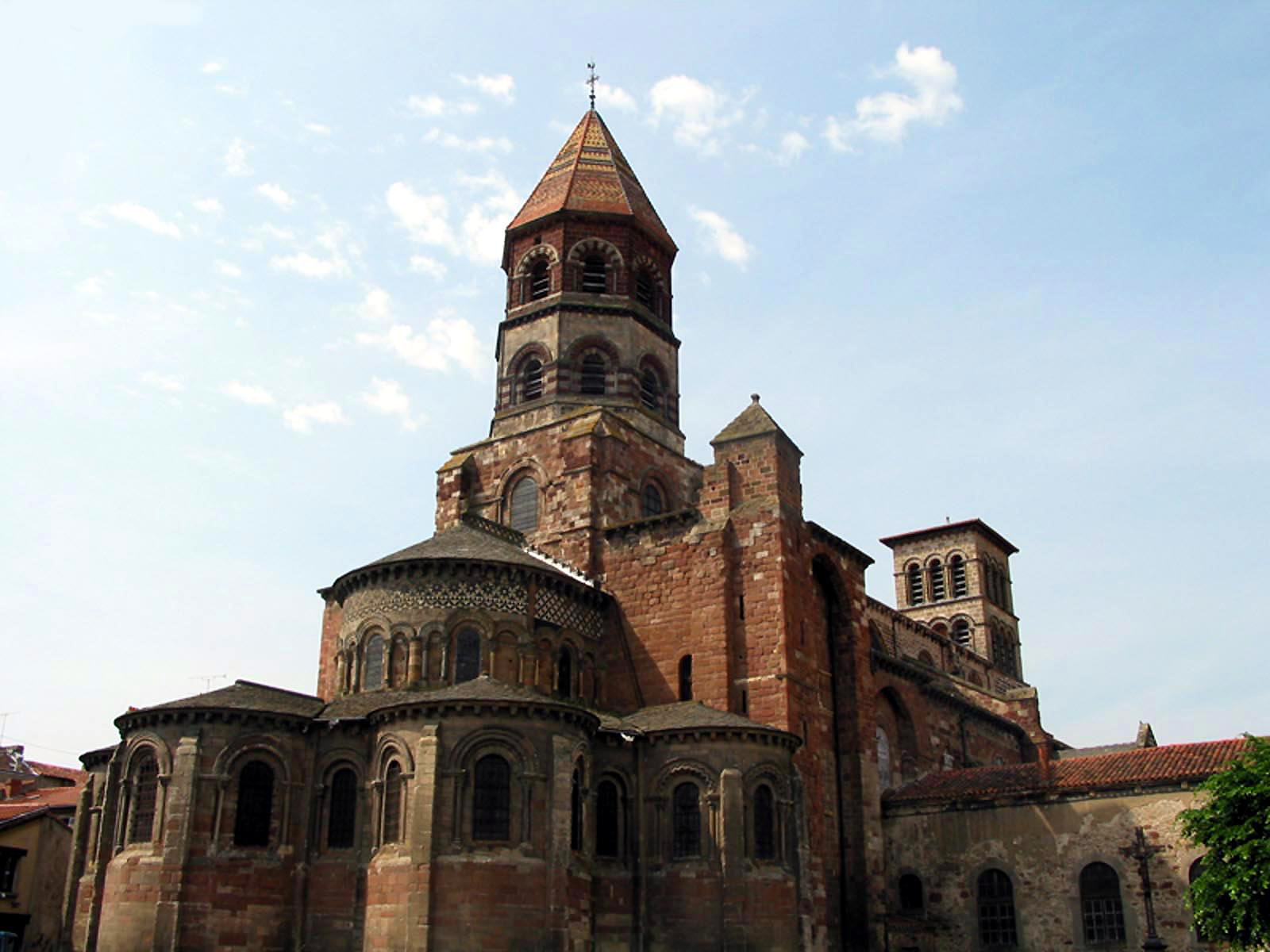
Базилика святого Юлиана, Бриуд, Франция

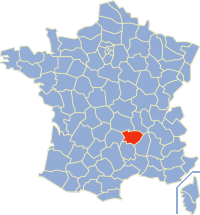
Расположение епархии Ле-Пюи-ан-Веле

Епархия Ле-Пюи́-ан-Веле́ (лат.  Dioecesis Aniciensis) — епархия Римско-Католической церкви с центром в городе Ле-Пюи-ан-Веле, Франция. Епархия Ле-Пюи-ан-Веле распространяет свою юрисдикцию на территорию департамента Овернь. Епархия Ле-Пюи-ан-Веле входит в митрополию Клермона. Кафедральным собором епархии Ле-Пюи-ан-Веле является базилика Пресвятой Девы Марии. В городе Бриуде находится базилика святого Юлиана.

## История
Епархия Анициума была создана в III веке. Изначально она входила в митрополию Буржа. С VIII века город Ле-Пюи-ан-Веле, находящийся на Пути святого Иакова, стал крупным паломническим центром средневековой Франции.
В 1000 году Римский папа Сильвестр II подчинил епархию Ле-Пюи-ан-Веле Святому Престолу.
29 ноября 1801 года после конкордата с Францией Римский папа Пий VII издал буллу Qui Christi Domini, которой упразднил епархию Ле-Пюи-ан-Веле и передал её территорию епархии Сен-Флура.
6 октября 1822 года Римский папа Пий VII выпустил буллу Paternae charitatis, которой восстановил епархию Ле-Пюи-ан-Веле, добавив в ней город Бриуд. В этот же день епархия Ле-Пюи-ан-Веле вошла в митрополию Буржа.
16 декабря 2002 года епархия Ле-Пюи-ан-Веле вошла в митрополию Клермона.

## Ординарии епархии
| - епископ святой Эводий (365); - епископ святой Аврелий I - епископ святой Суакр (385); - епископ святой Арментарий (425); - епископ Скутарий (485); - епископ Аврелий II (555); - епископ Друктан (810); - епископ Ардуин (840); - епископ Гвидо I (875); - епископ Норберт (880); - епископ Адалард (919 — 923); - епископ Гектор (923 — 929); - епископ Арнольд (929 — 936); - епископ Годескальк (936 — 962); - епископ Бегон (962 — 975); - епископ Гвидо II Анжуский (975 — 996); - епископ Дрогон Анжуйский (996 — 997); - епископ Этьен I де Жеводан (997 — 998); - епископ Теоддард (998 — 1016); - епископ Фредоль I д’Андюз (1016 — 1031); - епископ Этьен II де Меркёр (1031 — 1053); - епископ Пьер I де Меркёр (1053 — 1073); - епископ Этьен III де Полиньяк (1073 — 1077); - епископ Адемар Монтейльский (1082 — 1098); - епископ Понс I де Турнон (1102 — 1112); - епископ Понс II де Монбуазье (1112 — 1128); - епископ Гумберт Гренобльский (1128 — 1144); - епископ Пьер II (1145 — 1155); - епископ Понс III (1158); - епископ Пьер III де Солиньяк (1159 — 1189); - епископ Айнард (1189 — 1195); - епископ Одилон де Меркёр (1197 — 1998); - епископ Бертран I де Шалансон (1198—1213); - епископ Робер де Меэн (1213—1219); - епископ Этьен IV де Шалансон (1220 — 1231); - епископ Бернар I де Рошфор (1231 — 1236); - епископ Бернар II де Монтегю (1237 — 1248); - епископ Гильом I де Мюра (1248 — 1250); - епископ Бернар III де Вантадур (1251 — 1255); - епископ Арман де Полиньяк (1255 — 1257); - епископ Ги Фулькуа Ле Гро (1257 — 1259) - избран Римским папой; - епископ Гильом II де Ла Ру (1263 — 1283); - епископ Ги IV (1283); - епископ Фредоль II де Сен-Бонне (1284 — 1289); - епископ Ги V де Нёфвиль (1290 — 1296); - епископ Жан I де Коммин (1296 — 1308); | - епископ Бернар IV де Кастане (1308 — 1317); - епископ Гильом III де Брос (1318); - епископ Дюранд де Сен-Пурсен (1318 — 1326); - епископ Пьер IV Гужей (1326 — 1328); - епископ Бернар V Ле Брён (1327 — 1342); - епископ Жан II Шандора (1342 — 1356); - епископ Жан III де Журан (1357 — 1361); - епископ Жан IV де Кардайяк (1361); - епископ Бертран II де Ла Тур (1361 — 1382); - епископ Бертран III де Шанак (1383 — 1384); - епископ Пьер V Жирар (1384 — 1390); - епископ Жиль де Бельмер (1390); - епископ Итье де Мартрей (1390 — 1395); - епископ Пётр Д’Альи (1395 — 1397); - епископ Элья де Л’Эстранж (1398 — 1418); - епископ Гильом IV де Шалансон (1418 — 1443); - епископ Жан V де Бурбон (1443 — 1485); - епископ Годефред I де Помпадур (1486 — 1514); - епископ Антуан I де Шабанн (1514 — 1535); - епископ Франсуа де Саркю (1536 — 1557); - епископ Мартен де Бон (1557 — 1561); - епископ Антуан II де Сеннетер (1561 — 1592); - епископ Жак де Сер (1597 — 1621); - епископ Жюст де Сер (1621 — 1641); - епископ Анри Кошон де Мопа дю Тур (1641 — 1661); - епископ Арман де Бетюн (1663 — 1703); - епископ Клод де Ла Рош-Эмон (1703 — 1720); - епископ Годефред II де Конфлан (1721 — 1723); - епископ Шарль де Беренган (1726 — 1742); - епископ Жан-Жорж Лефран де Помпиньян (1743 — 1774); - епископ Мари-Жозеф де Галар де Терроб (1774 — 1801); - епископ Луи де Бональд (1823 — 1840); - епископ Пьер Дарсимоль (1840 — 1847); - епископ Огюст де Морлон (1847 — 1862); - епископ Пьер Ле Бретон (1863 — 1886); - епископ Фюльбер Пети (1887 — 1894); - епископ Констан Гиллуа (1894 — 1907); - епископ Тома Бутри (1907 — 1925); - епископ Норбер Руссо (1925 — 1939); - епископ Жозеф-Мари Мартен (1940 — 1948); - епископ Жозеф-Мари Шап (1949 — 1960); - епископ Жан-Пьер Дозольм (1960 — 1978); - епископ Луи Корне (1978 — 1987); - епископ Анри Бренкар (1988 — † 14.11.2014); - Sede Vacante |  |

## Источник
- Annuario Pontificio, Libreria Editrice Vaticana, Città del Vaticano, 2003, ISBN 88-209-7422-3
- Булла Paternae charitatis/ Bullarii romani continuatio, Tomo XV, Romae 1853, стр. 577—585  (лат.)